# KK Cedevita Olimpija
O Košarkarski klub Cedevita Olimpija (em português: Cedevita Olimpija Basquetebol Clube), mais conhecido como KK Cedevita Olimpija ou simplesmente Olimpija, é um clube que de basquetebol profissional baseado Liubliana, Eslovénia. O clube compete na EuroCopa, Liga ABA e na 1.SKL (Eslovênia). O equipe disputa seus jogos como mandante na Arena Stožice com capacidade de 12.480 espectadores.
O clube foi fundado após a fusão da mais bem sucedida equipe eslovena KK Olimpija e um clube o proeminente croata KK Cedevita. O novo clube herdou 70 troféus de ambos e suas licenças para competir.

## História

### Pano de fundo
O KK Cedevita Olimpija é o resultado da fusão de dois clubes de países vizinhos, o clube esloveno Petrol Olimpija de Liubliana e o time croata Cedevita de Zagreb, sendo este o primeiro caso de fusão de dois clubes de países diferentes. 
O Olimpija foi o vencedor de dezessete Ligas Eslovenos e vinte Copas da Eslovênia. Sua história remonta a 1946 e adotou o nome Olimpija em 1955. O clube foi uma das primeiras potências da Liga Iugoslava com Ivo Daneu liderando o Olimpija a seis títulos nacionais entre 1957 e 1970. Após a independência da Eslovênia em 1991, o Olimpija venceu dez dos onze campeonatos entre 1992 e 2002. O Olimpija venceu a Copa Saporta na temporada 1993-94, e Arriel McDonald e Marko Milič ajudaram-no a chegar à Final Four da Euroliga de 1997. Ao longo dos anos, o Olimpija teve uma sequência de 17 aparições consecutivas na Euroliga e venceu a Liga ABA inaugural na temporada 2001-02 . O Olimpija venceu a Liga Eslovena em 2009 e trouxe para casa sua sexta Copa da Eslovênia consecutiva em 2013, antes de passar por uma seca de quatro anos sem troféus. Durante esse período, o Olimpija estreou na Eurocopa na temporada 2013-14 , mas foi somente na temporada 2016-17 que voltou às vitórias com a dobradinha da Liga e da Copa da Eslovênia. O Olimpija conquistou seu último campeonato da Liga Eslovena na temporada 2017-18. 
O Cedevita foi o vencedor de cinco Campeonatos da Liga Croata e sete torneios da Copa da Croácia. Foi fundado em Zagreb em 1991 como KK Botinec. O clube chegou à primeira divisão em 2002, mas suas ambições aumentaram quando o Atlantic Grupa assumiu em 2005 e o clube mudou seu nome para Cedevita. O clube chegou à Final Four da Eurocopa de 2011; Dontaye Draper foi nomeado MVP da Eurocopa e Aleksandar Petrović, Treinador do Ano da Eurocopa. Um ano depois, o Cedevita conquistou seu primeiro título, a Copa da Croácia, liderado pelo veterano atacante Matjaž Smodiš. O Cedevita fez sua estreia na EuroLiga na temporada 2012–13 , que terminou com uma campanha de duas vitórias e 8 derrotas. Essa acabou sendo uma temporada sem títulos, mas a última para o Cedevita, que comemorou uma dobradinha croata em cada um dos cinco anos seguintes. Na Euroliga de 2015–16 , o Cedevita alcançou o Top 16. O clube também venceu a Supercopa do Adriático inaugural em 2017. Em 2019, o Cedevita venceu a Copa da Croácia pela sexta temporada consecutiva.

### Fundação
Em 4 de junho de 2019, foi anunciado que KK Cedevita and Petrol Olimpija planejavam se fundir e formar o Cedevita Olimpija, um novo clube de basquetebol masculino baseado em Liubliana, Eslovénia. Em 13 de junho, a direção de Cedevita e Olimpija confirmaram a nomeação de Davor Užbinec como gerente-geral (GM) e Sani Bečirovič como diretor esportivo. Em 25 de junho, a direção da EuroCopa Basquetebol a participação do recém criado clube na Temporada 2019–20. Em 8 de julho a diretoria confirmou o croata Slaven Rimac como o primeiro treinador principal e Tomaž Berločnik como presidente do clube.
KK Cedevita continua competindo com o nome de Cedevita Junior e alcançou a "Premijer" croata na temporada 2020–21.

### Temporada inaugural e os primeiros títulos
O ala esloveno Edo Murić tornou-se o primeiro atleta a assinar contrato com o clube. Posteriormente foram adicionados jogadores oriundos de Cedevita e Petrol Olimpija, desta forma o clube assinou contrato com os veteranos Mirko Mulalić, Saša Zagorac, e Marko Simonović, e também com Martin Krampelj, Mikael Hopkins, Jaka Blažič, Codi Miller-McIntyre e Ryan Boatright. Em 11 de setembro de 2019, o armador Jaka Blažič foi nomeado o primeito capitão do time. Em setembro de 2019, Cedevita Olimpija foi derrotado por Partizan na final da Supercopa ABA de 2019. E na sequencia também foi finalista da Copa da Eslovênia. Na Eurocopa, Olimpija disputou o Grupo C e finalizou sua participação como sexto colocado, antes da competição ser cancelada nos playoffs devido à pandemia de COVID-19. A Liga Eslovena e a Liga ABA seguiram o exemplo e cancelaram a temporada. No decorrer da temporada, o ex-jogador do Olimpija, Jurica Golemac substituiu Rimac como treinador principal.
Na temporada 2020–21 season, Cedevita Olimpija contratou dois outros jogadores eslovenos, Žiga Dimec e Luka Rupnik,, adicionados ao cestinha da Liga ABA de 2019–20 Kendrick Perry. O primeiro título pós-fusão aconteceu no início da temporada ao derrotas o Krka na Supercopa da Eslovênia. Na Eurocopa e na Liga ABA, o Cedevita Olimpija estava a apenas uma vitória de avançar para os playoffs. No entanto, a equipe venceu o campeonato nacional pela primeira vez em três anos após derrotar o Krka por 3 a 0 na final. No início da temporada 2021-22, o Cedevita Olimpija conquistou seu décimo título da Supercopa após derrotar o Krka, seguido pelo seu primeiro título da Copa da Eslovênia em cinco anos após derrotar o Helios Suns na final, seu segundo troféu da temporada.

### Histórico de temporadas
| Temporada | Liga Doméstica | Liga Doméstica | Liga Doméstica | Liga Doméstica | Liga Doméstica | Liga Doméstica | Copa doméstica | Copa doméstica | Liga ABA | Liga ABA | Liga ABA | Liga ABA          |            |            |
| Temporada | Nível          | Liga           | Pos.           | TR.            | PL.            | Pós Temporada  | Copa           | Supercopa      | #        | TR.      | PL.      | Pós Temporada     | Liga       | Resultado  |
| --------- | -------------- | -------------- | -------------- | -------------- | -------------- | -------------- | -------------- | -------------- | -------- | -------- | -------- | ----------------- | ---------- | ---------- |
| 2019-20   | 1              | 1.SKL          | Covid-19       | Covid-19       | Covid-19       | Covid-19       | Finalista      | Campeão        | 4º       | 12-8     | -        | Covid-19          | 2 EuroCopa | TR (4-6)   |
| 2020-21   | 1              | 1.SKL          | -              | -              | 7-0            | Campeão        |                | Campeão        | 5º       | 18-8     | -        | Temporada regular | 2 EuroCopa | T16 (10-6) |
| 2021-22   | 1              | 1.SKL          | 6º             | 2-8            | 7-0            | Campeão        | Campeão        | Campeão        | 4º       | 18-8     | 3-2      | Semifinais        | 2 EuroCopa | QF (11-8)  |
| 2022-23   | 1              | 1.SKL          | -              | -              | 7-1            | Campeão        | Campeão        | Campeão        | 4º       | 17-8     | 3-3      | Semifinais        | 2 EuroCopa | TR (3-15)  |
| 2023-24   | 1              | 1.SKL          | -              | -              | 7-0            | Campeão        | Campeão        | Campeão        | 5º       | 16-10    | 0-2      | Quartas de finais | 2 EuroCopa | TR (1-17)  |
| 2024-25   | 1              | 1.SKL          | -              | -              | 7-1            | Campeão        | Campeão        |                | 6º       | 19-11    | 1-2      | Quartas de finais | 2 EuroCopa | QF (11-9)  |

## Títulos

### Liga Eslovena
- Campeões (5) – 2020–21, 2021–22, 2022–23, 2023–24, 2024–25

### Copa da Eslovênia
- Campeões (4) – 2022, 2023, 2024, 2025

### Supercopa da Eslovênia
- Campeões (5) – 2020, 2021, 2022, 2023, 2024

### Troféus herdados
Depois que Olimpija Liubliana e Cedevita Zagreb fundiram-se como Cedevita Olimpija, este herdou os títulos de seus dois predecessores.
| Títulos                               | Títulos              | No.                  | Temporadas |                      |                      |
| Ligas nacionais – 28                  | Ligas nacionais – 28 | Ligas nacionais – 28 | Ligas nacionais – 28 | Ligas nacionais – 28 | Ligas nacionais – 28 |
| ------------------------------------- | -------------------- | -------------------- | --- | -------------------- | -------------------- |
| YUBA Liga (1946–1991)OL               | Campeões             | 6                    | 1957, 1959, 1961, 1962, 1966, 1969–70 |                      |                      |
| Liga Eslovena (1991–2019)OL           | Campeões             | 17                   | 1991–92, 1992–93, 1993–94, 1994–95, 1995–96, 1996–97, 1997–98, 1998–99, 2000–01, 2001–02, 2003–04, 2004–05, 2005–06, 2007–08, 2008–09, 2016–17, 2017–18 |                      |                      |
| Liga Croata (1991–2019)CZ             | Campeões             | 5                    | 2013–14, 2014–15, 2015–16, 2016–17, 2017–18 |                      |                      |
| Copas nacionais – 27                  |                      |                      | |                      |                      |
| Copa da Eslovênia (1991–2019)OL       | Campeões             | 20                   | 1992, 1993, 1994, 1995, 1997, 1998, 1999, 2000, 2001, 2002, 2003, 2005, 2006, 2008, 2009, 2010, 2011, 2012, 2013, 2017                                  |                      |                      |
| Copa Krešimir Ćosić (1991–2019)CZ     | Campeões             | 7                    | 2012, 2014, 2015, 2016, 2017, 2018, 2019 |                      |                      |
| Supercopas nacionais – 10             |                      |                      | |                      |                      |
| Supercopa da Eslovênia (2003–2019)OL  | Campeões             | 8                    | 2003, 2004, 2005, 2007, 2008, 2009, 2013, 2017 |                      |                      |
| Supercopa da Croácia (2011–2015)CZ    | Campeões             | 2                    | 2011, 2015 |                      |                      |
| Competições regionais – 4             |                      |                      | |                      |                      |
| Liga ABA (2001–2019)OL                | Campeões             | 1                    | 2001–02 |                      |                      |
| Central European League (1992–1994)OL | Campeões             | 2                    | 1992–93, 1993–94 |                      |                      |
| Supercopa ABA (2017–2018)CZ           | Campeões             | 1                    | 2017 |                      |                      |
| Competições Europeias – 1             |                      |                      | |                      |                      |
| Copa Saporta (1966–2002)OL            | Campeões             | 1                    | 1993–94 |                      |                      |

- OL como Olimpija
- CZ como Cedevita

### Jogadores notáveis
- Jaka Blažič
- Saša Ciani
- Žiga Dimec
- Zoran Dragić
- Alen Hodžić
- Jaka Klobučar
- Edo Murić
- Aleksej Nikolić
- Alen Omić
- Bine Prepelič
- Klemen Prepelič
- Matic Rebec
- Luka Rupnik
- Luka Ščuka
- Saša Zagorac
- Ryan Boatright
- Rašid Mahalbašić
- Amar Alibegović
- Andrija Stipanović
- Codi Miller-McIntyre
- Melvin Ejim
- Lovro Gnjidić
- Karlo Matković
- Roko Ukić
- Jacob Pullen
- Maik Zirbes
- Zach Auguste
- Mikael Hopkins
- Jarrod Jones
- Dominic Artis
- Shawn Jones
- Justin Cobbs
- Kendrick Perry
- Marko Jeremić
- Marko Simonović
- Yogi Ferrell

### Histórico de treinadores
- Slaven Rimac (2019–2020)
- Jurica Golemac (2020–2023)
- Miro Alilović (2023) (interino)
- Simone Pianigiani (2023–2024)
- Zoran Martić (2024)
- Zvezdan Mitrović (2024–presente)

## Identidade
As cores principais da Cedevita Olimpija são verde e laranja. O verde foi usado pela Olimpija, enquanto o laranja foi usado pela Cedevita. O brasão é composto por um dragão verde, um dos símbolos da cidade de Liubliana, e uma letra maiúscula "C" em laranja, em referência à Cedevita. Além disso, todo o brasão é emoldurado em verde.

## Arena
O Cedevita Olimpija joga seus jogos em casa na Arena Stožice, muitas vezes referida como Zmajevo gnezdo (Ninho do Dragão) na mídia eslovena. Foi inaugurado em agosto de 2010 após quatorze meses de construção e faz parte do complexo "Parque Esportivo Stožice". A Arena tem capacidade para 12.480 lugares.
Ocasionalmente, o Cedevita Olimpija joga seus jogos em casa no Tivoli Hall, que tem capacidade para 4.500 pessoas.

### Camisetas Aposentadas
| Camisetas aposentadas do Cedevita Olimpija | Camisetas aposentadas do Cedevita Olimpija | Camisetas aposentadas do Cedevita Olimpija | Camisetas aposentadas do Cedevita Olimpija | Camisetas aposentadas do Cedevita Olimpija   | Camisetas aposentadas do Cedevita Olimpija |
| No.                                        | Nac.                                       | Jogador                                    | Posição                                    | Tenure                                       | Data da Cerimônia                          |
| ------------------------------------------ | ------------------------------------------ | ------------------------------------------ | ------------------------------------------ | -------------------------------------------- | ------------------------------------------ |
| 10                                         | Eslovénia                                  | Dušan Hauptman                             | SG                                         | 1982–1998OL                                  | 29 de janeiro de 2023                      |
| 12                                         | Eslovénia                                  | Marko Milič                                | PF                                         | 1994–1997, 1999–2000, 2006–2007, 2007–2009OL | 28 de outubro de 2015                      |
| 13                                         | Eslovénia                                  | Ivo Daneu                                  | PG/SG                                      | 1956–1970OL                                  | 7 de novembro de 2007                      |